# Andor Nitsch

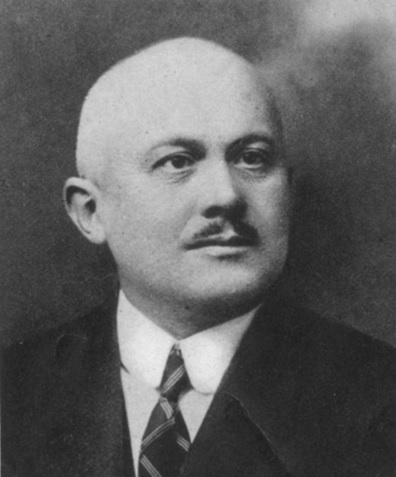
Andor Nitsch

Andor Nitsch (* 31. Mai 1883 in Großlomnitz, Österreich-Ungarn; † 7. Juni 1976 in Banská Bystrica) war ein tschechoslowakischer Politiker der deutschen Minderheit.

## Leben
Nitsch besuchte die Mittelschulen in Käsmark, Iglo und Rimaszombat. Anschließend studierte er an der Landwirtschaftlichen Hochschule in Kaschau, bevor er im Jahr 1900 den Hof der Eltern in Großlomnitz übernahm. Nitsch war schon früh Mitglied der Komitatskongregation des Komitats Zips. Nach 1918 wurde er dort Vertreter der Zipser Deutschen. Nitsch engagierte sich im Feuerwehrwesen sowie im Zipser Deutschen Bauernbund. Er war Mitgründer der Zipser Deutschen Partei. 
1923 wählte man Nitsch in die Vertretung des Großgaues XIX, 1925 wurde er dann in das Abgeordnetenhaus der Tschechoslowakei gewählt, dem er bis 1939 angehörte. Wegen seines ständigen Wohnsitzes in der sog. „Rest-Tschechei“ konnte er nach dem Münchner Abkommen 1938 sein Abgeordnetenmandat zunächst behalten. Mit der Selbständigkeitserklärung der Slowakei am 14. März 1939 verlor er sein Mandat und wurde in Illau wegen Verdachts irredentistischer Tätigkeit zugunsten Ungarns inhaftiert. 1940 wurde er wegen antifaschistischer Betätigung angeblich erneut inhaftiert. 
Nach dem Zweiten Weltkrieg arbeitete er von 1946 bis 1950 als Arbeiter der Fleischveredelung, bis 1958 war er dann in der Tierzucht beschäftigt.